# جان اسلیدل
جان اسلیدل (به انگلیسی: John Slidell) سناتور سابق عضو حزب دموکرات ایالات متحده آمریکا بود. وی در سال ۱۸۵۳ تا ۱۸۶۱ میلادی سناتور ایالت لوئیزیانا در سنای ایالات متحده آمریکا بود.